# Delta (Luizjana)
Delta – wieś w Stanach Zjednoczonych, w stanie Luizjana, w parafii Madison.